# Katherine Warren
Pour les articles homonymes, voir Warren.

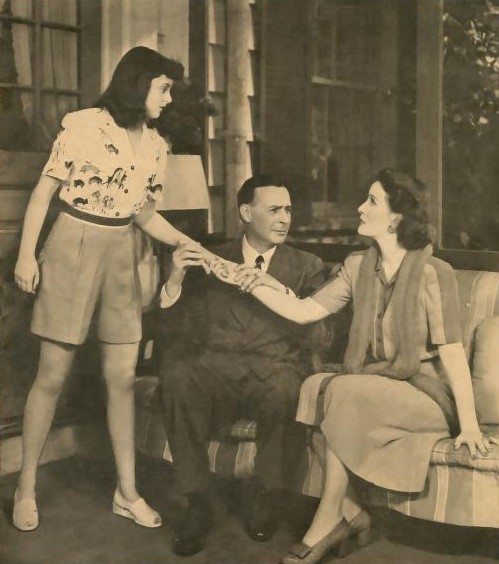
Avec Patricia Kirkland (debout) et Clay Clement, en 1943 à Chicago, dans la pièce Kiss and Tell

Katherine Warren (parfois créditée Katharine Warren), née le 12 juillet 1905 à Détroit (Michigan) et morte le 17 juillet 1965 à Los Angeles (Californie), est une actrice américaine.

## Biographie
Katherine Warren entame sa carrière au théâtre et joue notamment à Broadway (New York), où elle débute en 1930 dans une pièce adaptée du roman d'Ernest Hemingway L'Adieu aux armes, avec Glenn Anders et Elissa Landi. Sa troisième pièce à Broadway est Cyrano de Bergerac d'Edmond Rostand (1932-1933, avec Walter Hampden dans le rôle-titre et Joe De Santis), où elle personnifie Roxane, rôle qu'elle reprend en 1936 ; la huitième et dernière en 1940 est Roméo et Juliette de William Shakespeare, avec Laurence Olivier et Vivien Leigh dans les rôles-titre.
Au cinéma, elle contribue à quarante films américains (dont quelques westerns), depuis Les Fous du roi de Robert Rossen (1949, avec Broderick Crawford et John Ireland) jusqu'à I'll Give My Life (en) de William F. Claxton (1960, avec Ray Collins et Angie Dickinson). Entretemps, citons Le Rôdeur de Joseph Losey (1951, avec Van Heflin et Evelyn Keyes), Romance inachevée d'Anthony Mann (1954, avec James Stewart et June Allyson) et Le Rock du bagne de Richard Thorpe (1957, avec Elvis Presley et Judy Tyler).
À la télévision américaine, hormis deux téléfilms, Katherine Warren apparaît dans quarante-huit séries dès 1951, dont The Lone Ranger (un épisode, 1955), Alfred Hitchcock présente (trois épisodes, 1956-1957) et Laramie (trois épisodes, 1960-1963), sa dernière série.
Elle meurt prématurément en 1965, à 60 ans, des suites d'une thrombose coronaire.

## Théâtre (sélection)
(pièces jouées à Broadway, sauf mention contraire)
- 1930 : L'Adieu aux armes (A Farewell to Armes), adaptation par Laurence Stallings du roman éponyme d'Ernest Hemingway, mise en scène de Rouben Mamoulian : Helen Ferguson[1]
- 1931 : Three Times the Hour de Valentine Davies : Mme Lawrence M. Blake
- 1932-1933 : Cyrano de Bergerac d'Edmond Rostand, adaptation de Brian Hooker, production et mise en scène de Walter Hampden : Roxane
- 1933 : Thunder on the Left de Jean Ferguson Black : Phyllis Granville
- 1934 : Wednesday's Child de Leopold L. Atlas, mise en scène de H. C. Potter : Kathryn Phillips
- 1934-1935 : Piper Paid de Sarah B. Smith et Viola Brothers Shore : Elinor Crane
- 1935-1936 : Blind Alley de James Warwick : Doris Shelby
- 1936 : Cyrano de Bergerac, reprise de la pièce précitée : Roxane
- 1940 : Roméo et Juliette (Romeo and Juliet) de William Shakespeare, production et mise en scène de Laurence Olivier : Lady Capulet
- 1943 : Kiss and Tell (en) de F. Hugh Herbert (à Chicago) : Janet Archer[2]

## Filmographie partielle

### Cinéma
- 1949 : Les Fous du roi (All the King's Men) de Robert Rossen : Mme Burden
- 1949 : Pas de pitié pour les maris (en) (Tell It to the Judge) de Norman Foster : Kitty Lawton
- 1950 : Secrets de femmes (Three Secrets) de Robert Wise : Mme Connors
- 1950 : La Perfide (Harriet Craig) de Vincent Sherman : Dr Lambert
- 1951 : Ma fille n'est pas un ange (Dear Brat') de William A. Seiter : Mme Clark
- 1951 : Le Rôdeur (The Prowler) de Joseph Losey : Grace Crocker
- 1951 : Cœurs enchaînés (Night Into Morning) de Fletcher Markle : Mme Margaret Andersen
- 1951 : Les Maudits du château-fort (Lorna Doone) de Phil Karlson : Sarah Ridd
- 1951 : Eve paie sa dette (The Lady Pays Off) de Douglas Sirk : Dean Bessie Howell
- 1951 : Le peuple accuse O'Hara (The People Against O'Hara) de John Sturges : Mme William Sheffield
- 1951 : Le Grand Attentat (The Tall Target) d'Anthony Mann : Mme Gibbons
- 1951 : Les Amants de l'enfer (Force of Arms) de Michael Curtiz : Major Waldron
- 1952 : La Reine du hold-up (This Woman Is Dangerous) de Felix E. Feist : Mme Millican
- 1952 : Battles of Chief Pontiac de Felix E. Feist : Chia
- 1952 : L'Inexorable Enquête (Scandal Sheet) de Phil Karlson : Mme Allison
- 1952 : Le Piège d'acier (The Steel Trap) d'Andrew L. Stone : Mme Kellogg
- 1952 : Le Fils d'Ali Baba (Son of Ali Baba) de Kurt Neumann : Princesse Karma
- 1952 : La Star (The Star) de Stuart Heisler : Mme Ruth Morrison
- 1952 : L'Escadrille de l'enfer (Flat Top) de Lesley Selander : la mère de Dorothy
- 1952 : Paula de Rudolph Maté : Mary
- 1953 : La Taverne des révoltés (The Man Behind the Gun) de Felix E. Feist : Phoebe Sheldon
- 1954 : Romance inachevée (The Glenn Miller Story) d'Anthony Mann : Mme Burger
- 1954 : Une fille de la province (The Country Girl) de George Seaton : une spectatrice au théâtre
- 1954 : Ouragan sur le Caine (The Caine Mutiny) d'Edward Dmytryk : Mme Keith
- 1955 : Le Souffle de la violence (The Violent Men) de Rudolph Maté : Mme Vail
- 1957 : Le Pays de la haine (en) (Drango) d'Hall Bartlett et Jules Bricken : Mme Scott
- 1957 : Le Rock du bagne (Jailhouse Rock) de Richard Thorpe : Mme Van Alden
- 1957 : À l'heure zéro (Zero Hour!) d'Hall Bartlett : Mme Purdy
- 1960 : I'll Give My Life ou The Unfinished Task de William F. Claxton : Dora Bradford

### Télévision
(séries)
- 1954 : Topper

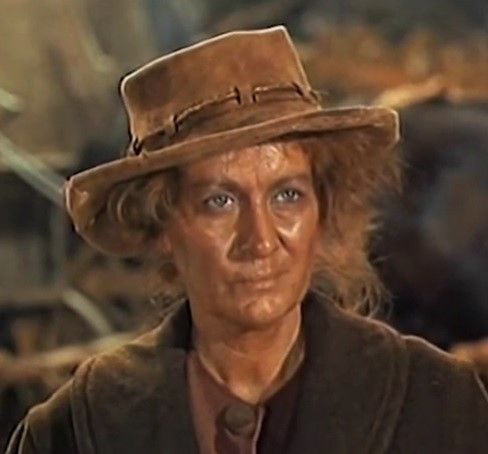
Dans la série-western Bonanza, épisode Tuer pour vivre (1961)

  - Saison 1, épisode 27 Henrietta Sells the House) de Lew Landers : Mme Newby
- 1955 : The Lone Ranger
  - Saison 4, épisode 30 Malfaçon (The Too-Perfect Signature) de Wilhelm Thiele : Agatha Tabor
- 1956-1957 : Alfred Hitchcock présente (Alfred Hitchcock Presents)
  - Saison 1, épisode 23 Back for Christmas (1956 - Mme Freda Wallingford) d'Alfred Hitchcock et épisode 34 The Hidden Thing (1956 - Mme Edwards) de Robert Stevens
  - Saison 3, épisode 5 Silent Witness (1957) de Paul Henreid : une policière
- 1958 : Mike Hammer (Mickey Spillane's Mike Hammer), première série
  - Saison 1, épisode 12 A Shot in the Arm de John English : Ethel Sheridan
- 1958 : Monsieur et Madame détective (The Thin Man)
  - Saison 1, épisode 31 The Painted Witnesses de William Asher : Mme Lenlow
- 1960 : Les Aventuriers du Far West (Death Valley Days)
  - Saison 8, épisode 19 Shadow on the Window : Susan Wallace
- 1960-1961 : Échec et mat (Checkmate)
  - Saison 1, épisode 8 Deadly Shadow (1960) de Don Weis : Mme Nelson
  - Saison 2, épisode 6 Juan Moreno's Body (1961) de Tom Gries : Mme Chadwell
- 1961 : Bonanza
  - Saison 2, épisode 17 Tuer pour vivre (The Spitfire) : Maud Hoad
- 1960-1963 : Laramie
  - Saison 2, épisode 8 .45 Calibre (1960 - Mme Byrd) de Lesley Selander, épisode 19 Cactus Lady (1961 - Mme Thompson) et épisode 27 Bitter Glory (1961 - Grace Jacobs)
  - Saison 4, épisode 20 The Dispossessed (1963) de Jesse Hibbs : Sarah